# Asmund Arle

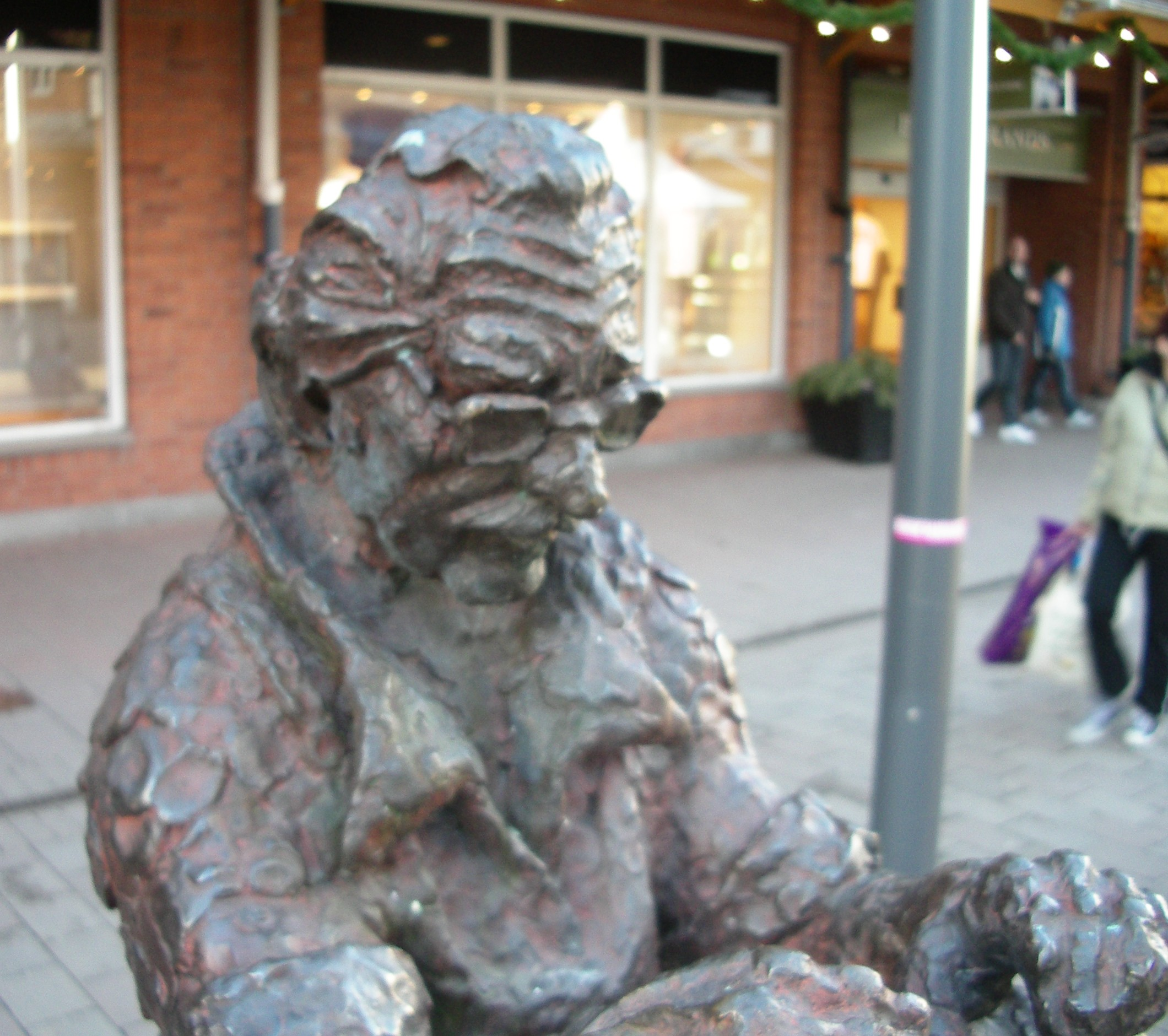
Jörgen Hammars porträtt (detalj) av Asmund Arle, Huddinge Centrum

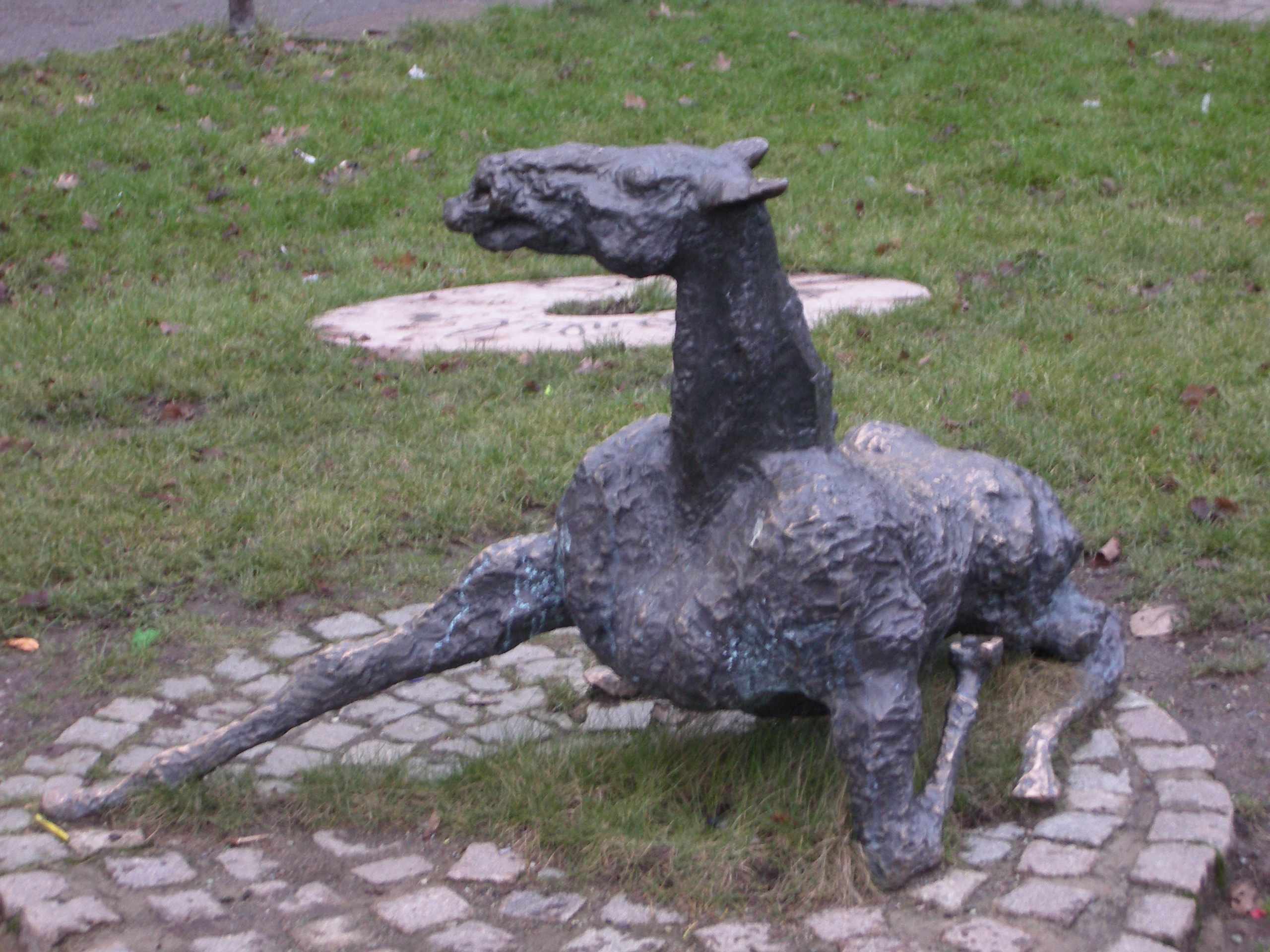
Häst som reser sig, Terapivägen i Flemingsberg i Huddinge.

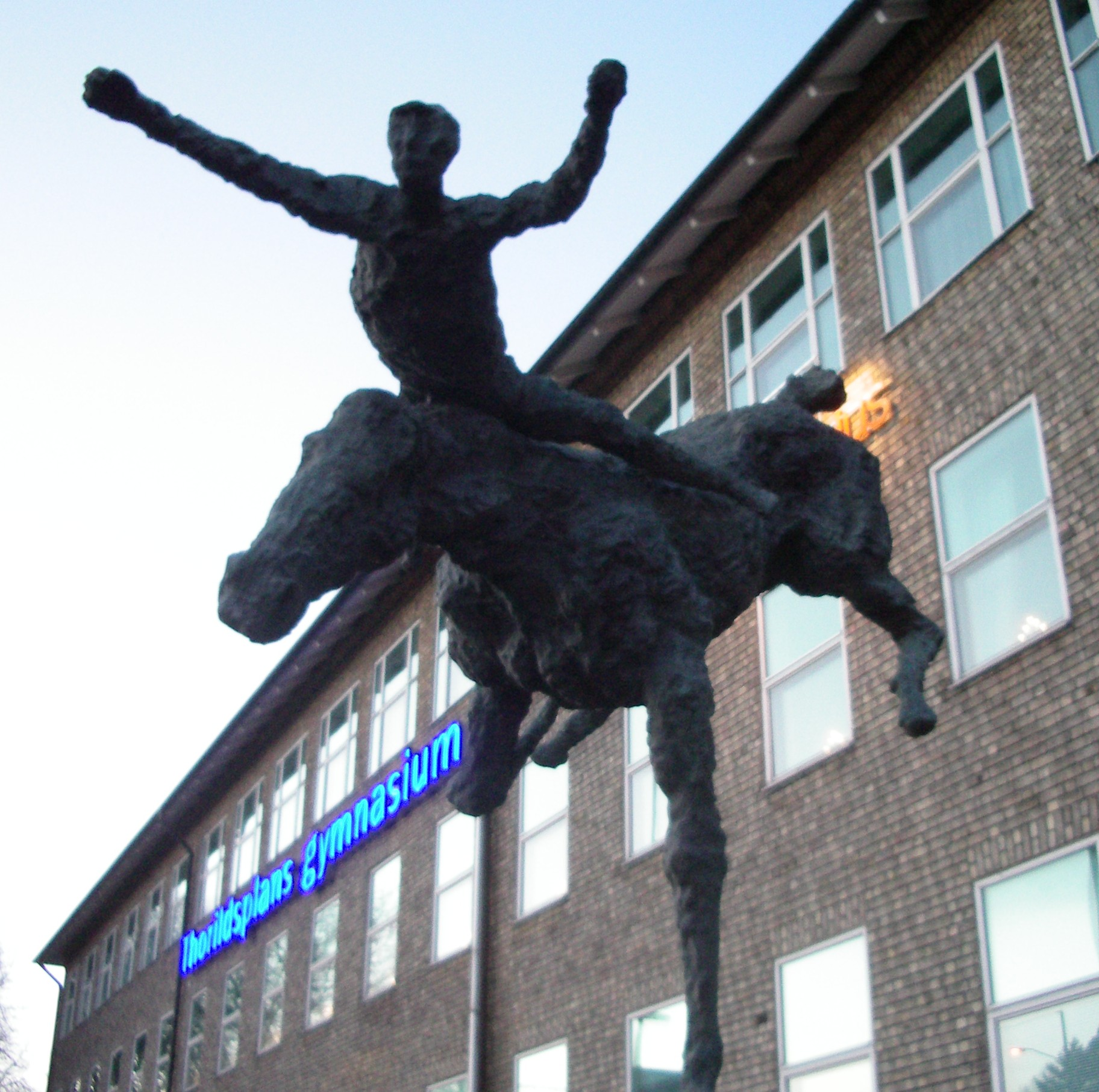
Häst och ryttare utanför Thorildsplans gymnasium, Drottningsholmsvägen, Stockholm.

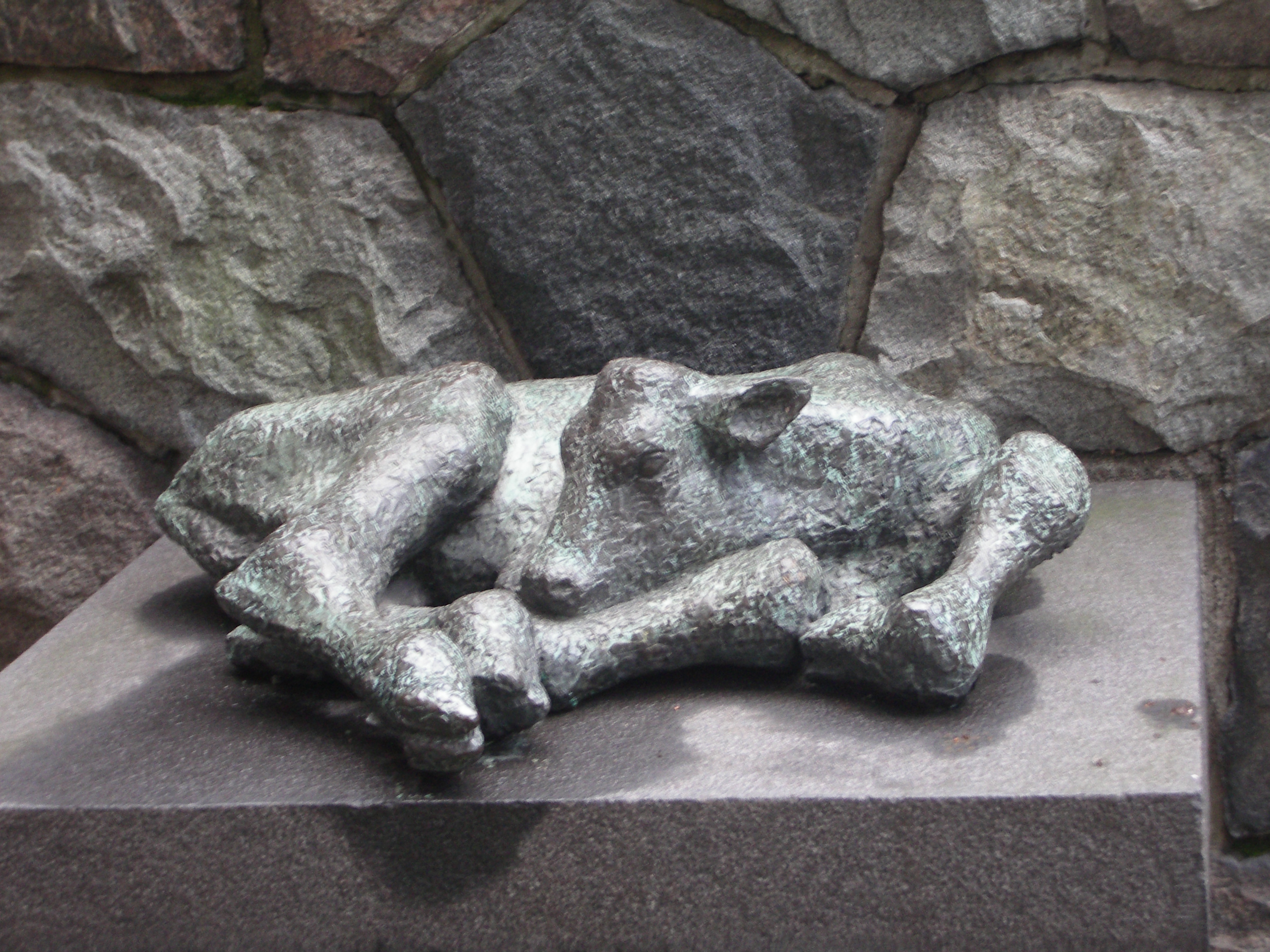
Liggande kalv i Västertorps centrum, Stockholm.

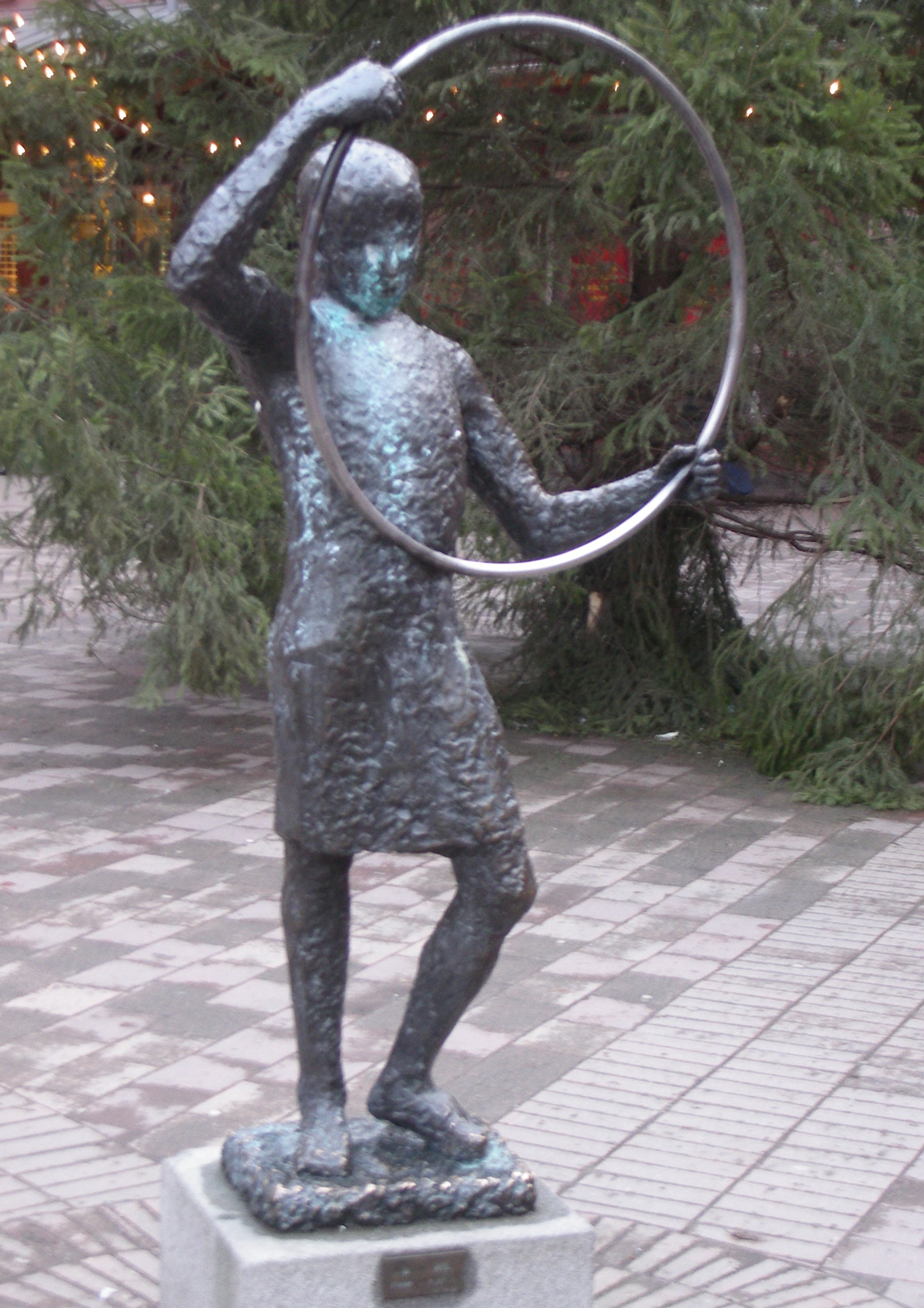
Flicka med ring, Forelltorget i Huddinge Centrum.

Asmund Johannes Arle, född 29 maj 1918 i Malmö, död 8 mars 1990 i Huddinge, var en svensk skulptör och konstprofessor.

## Levnad och verk
Asmund Arle växte upp på en skånsk bondgård och bodde senare i Huddinge. Han utbildade sig bland annat på Skånska målarskolan 1940–1941 och Konstakademien i Stockholm 1944–1949 och var senare professor i skulptur vid Kungliga konsthögskolan i Stockholm 1961–1971. Han var en av medlemmarna i Arildsgruppen (sedermera Konstnärernas Samarbetsorganisation, KSO) och även verksam vid gruppens Konstnärshuset i Arild. 
Han arbetade med en grov ytbehandling av sina bronsskulpturer och har främst gjort sig känd för ett stort antal skulpturer av hästar i vila och i rörelse, ensamma eller tillsammans med ryttare eller körsven. Han gestaltade också ofta utsatta unga individer, barn och nyfödda djurungar, på ett ömsint sätt.
Han har sagt att han i sina konstverk försöker ge uttryck för det utlämnade och oskyddade, för det skrämda som söker skydd och kärlek.
Asmund Arle har själv blivit porträtterad i en bronsskulptur, på Sjödalstorget i Huddinge centrum. Den har gjorts av hans tidigare elev Jörgen Hammar och invigdes 1999.
| ”                 | Arle var modellör, bit lades till bit, skulpturen växte organiskt ur konstnärens händer. Kroppens möte med rummet bestämdes av ytans skimrande struktur, detta landskap av lerintryck, små spår av händernas sökande efter den levande formen. Varje vridning, varje ny vinkel, skapar liv, brytningar, skuggor, dagrar. Just detta gränsland mellan rum och volym ger en verkan som fortplantar sig kring verket. | „ |
| – Thomas Millroth | |   |

Asmund Arle var gift med Lizzie Olsson Arle. De är begravda på Skogskyrkogården i Stockholm.

## Offentliga konstverk i urval
- Liggande kalv eller Nyfödd kalv, brons (1952), Västertorps centrum i Stockholm och på Barngatan i Karolinska Universitetssjukhuset i Huddinge kommun
- Kommen till mig Kristusskulptur i ek (1955), Staffanskyrkan, Steneberg, Gävle
- Talande tecken, brons (1956-57) Hjalmar Lundbohmvägen vid Hotell Ferrum, Kiruna (ett ex av renkalven, som är en del av skulpturern, finns i Skärholmen i Stockholm)
- Kvinna och barn eller Två människor och en docka, brons (1961), Stadshusparken i Boden
- Ko som vrider sig runt, brons (1962), Glöstorpsskolan i Tuve i Göteborg, Västerholmsskolan i Skärholmen i Stockholm
- Häst och vagn, brons (1962), Johannelundsvägen i Linköping
- Människa och pelare, brons (förstudie 1961, uppsatt 1964), Tunnelbanestation Mariatorget, Stockholm
- Man-häst-vagn, brons (1966), Karlavägen, Stockholm och Umeå
- Häst och människa, brons (1968), Almhögstorget i Fosie i Malmö
- Ellika med docka, brons (1967-68), Norrbäcksgatan 41 i Hyllie i Malmö
- Häst som rullar runt, brons (1969), Fredriksdal i Helsingborg
- Porträttbyst av Lizzie Olsson-Arle, brons (1971), Lizzies torg, Huddinge Centrum, Huddinge
- Häst och ryttare, brons (1972), utanför Thorildsplans gymnasium vid Drottningholmsvägen, Stockholm
- Tre hästar – tre människor, brons (1975), inne på Telias kontorsområde, Farsta, Stockholm
- Tankepelare, brons (1979), Rättscentrum i Luleå
- Häst som reser sig, brons (1979), Almåsskolan i Borås, Torvalla centrum i Östersund och rest postumt 1992 vid Terapivägen, Flemingsberg, Huddinge. Den senare skulpturen i Flemingsberg är placerad i ett sammanhang tillsammans med Kärlek på sju språk av Lizzie Olsson-Arle
- Flicka med ring, brons (1988), Forelltorget i Huddinge Centrum, Huddinge
- Sörköraren, brons (1989), Stora Torget i Örnsköldsvik
- Hästen som rullat runt och som reste sig, brons (1990, rest postumt 1991), Ektorget, Enskededalen, Stockholm

- Arle finns representerad vid bland annat Nationalmuseum[7] i Stockholm och Kalmar konstmuseum[8]

## Bildgalleri

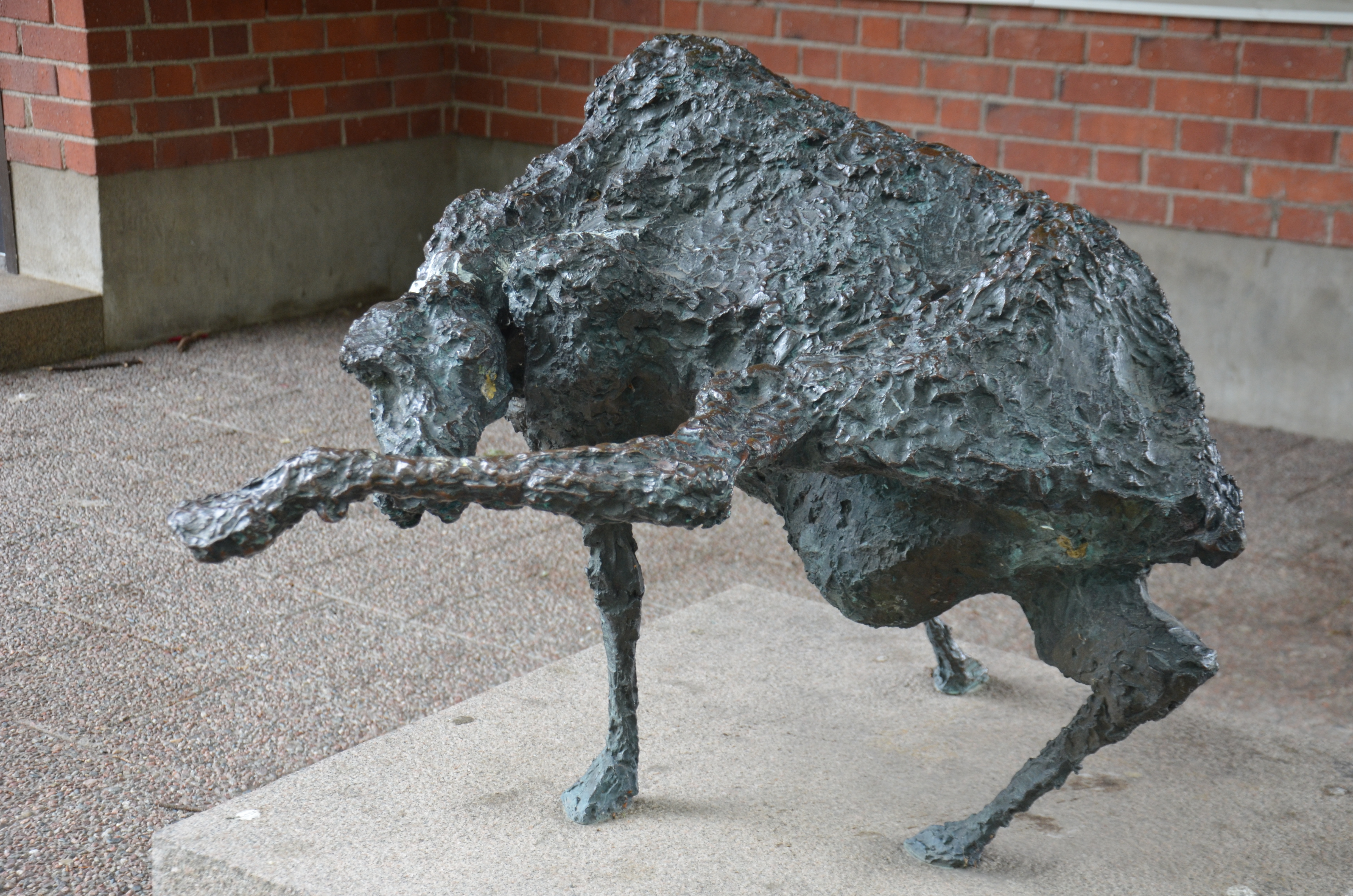
Ko utanför Västerholmsskolan i Stockholm
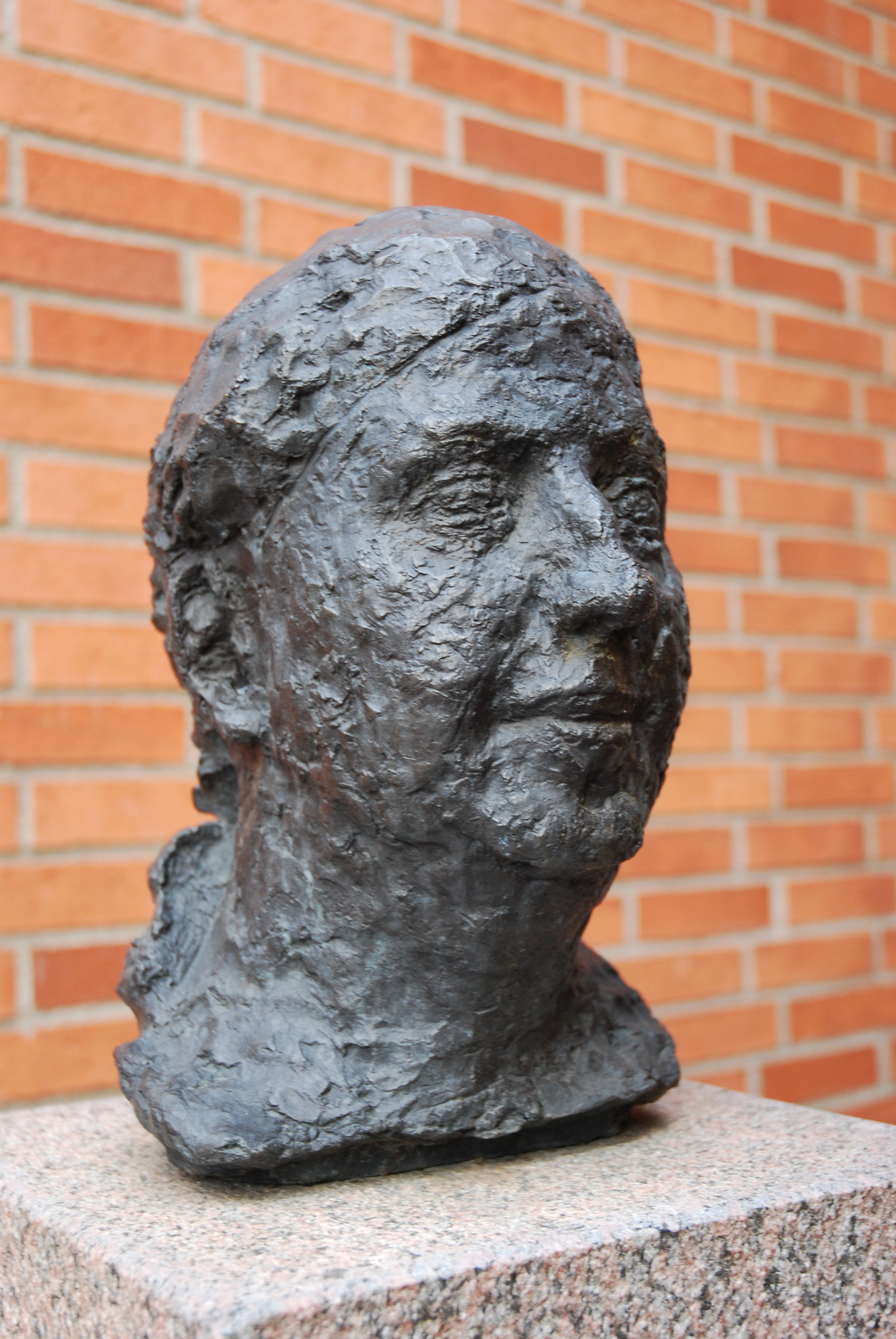
Porträtt av hustrun Lizzie Olsson Arle i Huddinge
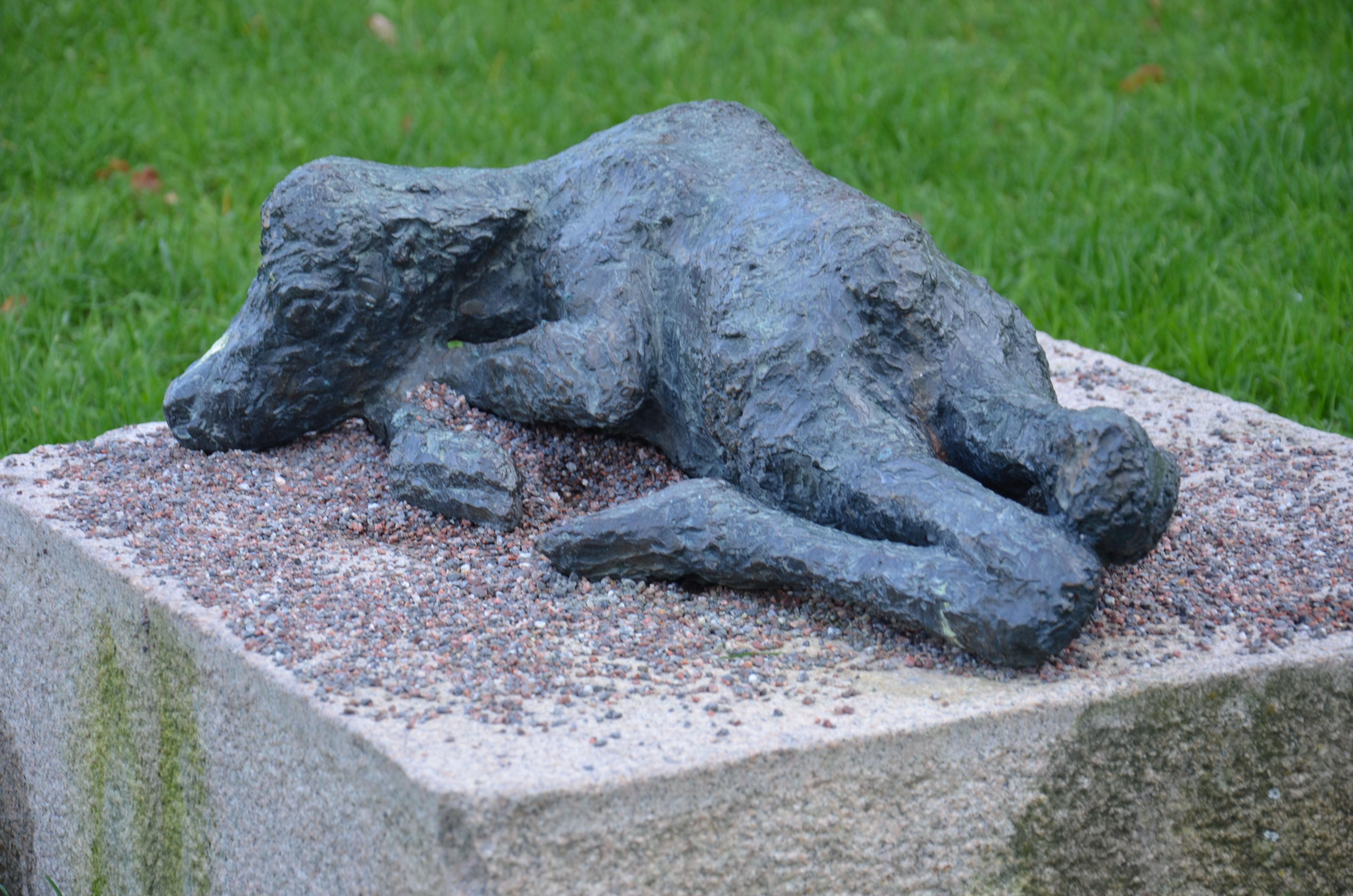
Nyfödd renkalv i Skärholmen i Stockholm
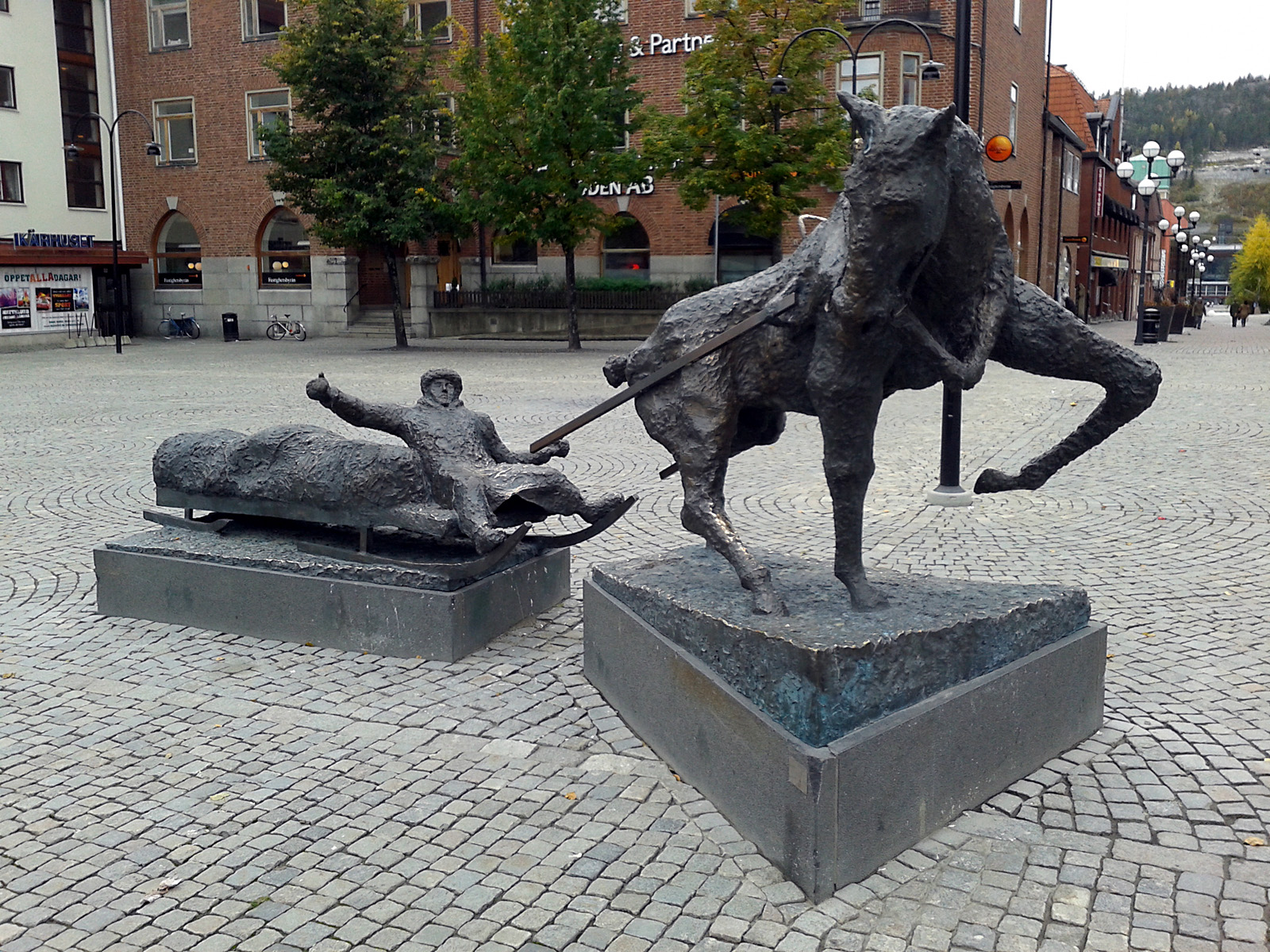
Sörköraren i Örnsköldsvik